# Joan I de Foix
Joan I de Grailly o Joan I de Foix (1382 - Maseras, 1436) fou vescomte de Castellbò (1406-1423); comte de Foix, vescomte de Bearn, Marsan i Gabardà, i captal de Buch (1413-1436); vescomte de Lautrec (1425-1436); i comte de Bigorra (1415-1436).

## Orígens familiars
Fill d'Isabel de Foix (o Foix-Castellbó) comtessa de Foix, coprincesa d'Andorra, vescomtessa de Bearn, de Marsan i de Castellbó, i Arquimbald o Arcambau de Grailly, captal de Buch Va rebre tots els títols del seu pare a la mort d'aquest el 1413 i plenament els de la seva mare a la mort d'aquesta el 1426.

## Biografia
De resultes del tractat de Tarbes signat el 10 de maig de 1399 que reconeixia als seus pares la possessió del comtat de Foix, però obligava al seu pare a renunciar a l'aliança anglesa, fou enviat com a ostatge a la cort de França per garantir l'observança dels termes del tractat. El 1406 se li va conferir el govern del vescomtat de Castellbò per desig exprés de la seva mare. El 24 d'abril de 1406 va fer homenatge al rei Carles VI de França en tant que hereu del comtat de Foix i va participar en aquestos anys amb una companyia de bearnesos a diverses operacions contra les tropes angleses sota les ordres del conestable Lluís de Sancerre: setge de Bordeus el 1404 i 1405, setge de Blaia el 1406 i setge de la Borg el 1406-1407. El 1409 va participar com a feudatari català a la campanya de Sardenya acompanyant al rei català Martí l'Humà a una expedició per reprendre Sardenya als genovesos, i es va distingir a la batalla de San Luri (30 de maig de 1409); va tornar a Foix el setembre.
Martí va morir el 31 de maig de 1410 sense fills i dos prínceps van reclamar a seva successió: Ferran d'Antequera, nebot de Martí, i Lluís II d'Anjou, casat amb Violant d'Aragó, filla del rei Joan el Caçador, germà i predecessor de Martí. Joan de Foix va aixecar llavors tropes per sostenir les pretensions de Lluís d'Anjou, però Ferran va triomfar finalment el 25 de juny de 1412 pel compromís de Caspe. No obstant Joan de Foix s'havia apartat d'aquesta guerra, ja que tres mesos abans, el 12 de febrer de 1412, va morir Arcambau o Arquimbald de Grailly, i Isabel de Foix, mare de Joan de Foix, li va cedir tots els seus estats. El mateix mes, Carles VI li va confiar la lloc-tinença general del Llenguadoc i de la Guiena. Des d'abril, va entrar en guerra contra Bernat VII, comte d'Armagnac. Una treva fou signada el 28 de maig de 1413, però trencada quan els armanyacs va prendre el poder. Enfront del rei Enric V d'Anglaterra, una treva fou signada per combatre la invasió anglesa.
El 1413 va succeir al seu pare Arquimbald de Grailly a les possessions d'aquest, principalment Buch, però de fet també a les de la mare i es va casar amb la infanta Joana de Navarra. El 1415 va aconseguir el comtat de Bigorra per mitjà d'un acord amb el comte Bernat VII d'Armanyac. En canvi la baronia de Castellvell o Castellví de Rosanes a Catalunya, confiscada el 1397 pel rei al seu oncle Mateu I de Foix, no la va poder recuperar, però va rebre a canvi Castelló de Farfanya al Comtat d'Urgell.

No va participar en la batalla d'Agincourt, l'octubre de 1415; el 1416 va ser nomenat governador del Delfinat i es va unir a Carles VII de França, el delfí, el 28 de maig de 1418, el qual el va nomenar el 17 d'agost de 1418 com a tinent general del rei al Llenguadoc i a Guiena. Per oportunisme i no tenint realment en perspectiva més que els seus propis interessos, va arribar al camp dels armanyacs el 16 de novembre de 1418, i al dels borgonyons l'octubre de 1419, però abusa tant de les seves prerrogatives de lloctinent general que el delfí el va revocar l'1 de març de 1420. Es va unir llavors amb els anglesos i obtingué el mateixos càrrecs de lloctinent general del rei al Llenguadoc i a Guiena, el 3 de març de 1421. El 1422 es va tornar a casar amb Joana d'Albret filla de Carles I d'Albret (ja s'havia casat el 12 d'octubre de 1402 amb Joana d'Evreux-Navarra, però aquesta va morir el 1413), amb qui tindrà al seu fil successor Gastó IV al que va fer vescomte de Castellbò sota tutela del seu oncle Mateu de Comenge.
No fou fins a la mort d'Enric V, rei d'Anglaterra que va fer la seva submissió al rei de França, rebent cartes de remissió (maig de 1423) i va obtenir (altra vegada!) la lloc-tinença general del Llenguadoc i de Guiena.
Es va unir a l'exèrcit reial de 1423 a 1425, però més aviat en l'objectiu de fer amics i aliats. En el moment dels combats contra els anglesos, va evitar prendre riscos, va comprar sovint la sortida dels seus enemics i no va participar en les campanyes de Joana d'Arc. Tanmateix va fer pagar cara la seva aliança, ja que obtingué el 1425 el vescomtat de Lautrec cedit pel rei que li va confirmar el comtat de Bigorra, ja que havia estat possessió dels seus avantpassats, i que el rei havia annexat de resultes de litigis entre diferents hereus, però l'havia donat el 1407 a Bernat VII d'Armanyac.
El 1427 i el 1432 va signar acords d'amistat i ajuda mútua amb Alfons el Magnànim, i va fer algunes compres al vescomtat de Castellbò: el 1428 va comprar Gerri, el 1430 el castell de Ballestar, el 1435 la baronia de Rialb i la Vall d'Àssua que de fet no va posseir la seva dinastia fins al 1460. El 1433/1434, va intervenir a Avinyó per instal·lar el seu germà Pere de Foix com a vicari apostòlic i va pacificar la ciutat revoltada contra el Papa. Va fer encunyar moneda a Pàmies, els guillems.
Va morir a Mazères el 4 de maig de 1436.

## Matrimonis i fills
Es va casar en primeres noces el 12 d'octubre de 1402 amb Joana d'Evreux-Navarra (1382 † 1413), filla de Carles III d'Evreux, rei de Navarra i d'Elionor de Castella. Fou reconeguda com a hereva del regne de Navarra el 1402, però va morir sense posteritat abans que el seu pare.
Es va casar de nou el febrer de 1422 amb Joana d'Albret (1402 † 1433), filla de Carles I, senyor d'Albret i de Maria de Sully. Jeanne d'Albret va donar a llum a:
- Gastó IV (1423 † 1472), comte de Foix i de Bigorra, copríncep d'Andorra, vescomte de Bearn, de Marsan, de Castellbó i per matrimoni rei de Navarra.

- Pere († 1454), vescomte de Lautrec

Altre cop vidu, es va casar de nou el 1435 amb Joana d'Urgell (1415 † 1446), filla de Jaume d'Aragó, comte d'Urgell, i d'Isabel d'Aragó. Joana, després de mort de Joan I, es va casar de nou amb Ramon Folc III, duc de Cardona.